# Виноградное (Краснодарский край)
Виногра́дное — село в Краснодарском крае. Входит в состав Кабардинского сельского округа муниципального образования город-курорт Геленджик.

## География
Населённый пункт расположен в долине реки Яшамба, вдоль горной дороги связывающей напрямую город Геленджик с Кабардинкой.

## История
В 1957 году на месте современного села располагался один ветхий барак, в котором жили двенадцать семей. В основном это были пастухи, доярки и телятницы, обслуживающие около двухсот голов крупного рогатого скота.
Селение Виноградное было основано в 1960 году на территории 4-го отделения совхоза «Геленджик», решением Краснодарского краевого Совета депутатов трудящихся № 190 от 8 марта 1960 года.
На прилегающей территории совхоза «Геленджик» были разбиты виноградники, площадью 346 гектаров и был построен новый полевой стан механизаторов.
В 1964-1988 года селение Виноградное находилось в составе Кабардинского поселкового Совета Геленджикского горсовета Краснодарского края.
С 10 марта 2004 года село входит в состав Кабардинского сельского округа муниципального образования город-курорт Геленджик Краснодарского края

## Население
| 2002 | 2010 |
| ---- | ---- |
| 237  | ↗283 |

## Инфраструктура
По данным ГНИВЦ ФНС России в селе зарегистрирована только одна улица — Центральная.
Учреждения и организации села:
- ООО «Геленджикская птицефабрика»
- МБУК «Клуб села Виноградное» — ул. Центральная, 1
- Фельдшерско-акушерский пункт — ул. Центральная, 1